# Tensión torsional
La tensión torsional es un término en química orgánica que describe la tensión debido al eclipsamiento de los enlaces en los átomos vecinos. Podemos definir el eclipsamiento (en general, entre átomos cualesquiera, aunque lo más habitual es referirse a los átomos de hidrógeno) como la posición enfrentada de dos átomos, no unidos a un mismo átomo común, que ocasiona una fuerza de repulsión entre las nubes electrónicas de ambos debido a su relativa proximidad. Esta repulsión se manifiesta en un aumento de la energía interna de la molécula en aquellas conformaciones en que se produzca el eclipsamiento.
Por sí solo, el eclipsamiento no impide la existencia de las conformaciones eclipsadas, ya que las variaciones de energía interna son muy pequeñas y son fácilmente superadas por la rotación alrededor del enlace en el que se está produciendo el eclipsamiento. No obstante, si unimos este fenómeno con la torsión angular que aparece en los cicloalcanos, habrá que considerar ambos factores para explicar las estructuras de estos hidrocarburos.